# Эльмурзаев, Ахмадхан Мусайпович
Ахмадхан Мусайпович Эльмурзаев (чечен. Эльмурзин Мусайпин воӀ Ахьмадхан; род. 16 июня 1998 года, Гвардейское, Надтеречный район, Чеченская Республика, Россия) — российский боец смешанных единоборств, представитель легчайшей весовой категории. Выступает на профессиональном уровне, начиная с 2018 года, известен по участию в турнирах престижной бойцовской организации ACA.

## Биография
Ахмадхан Мусайпович Эльмурзаев родился 16 июня 1998 года в селе Гвардейское Надтеречного района Чеченской Республики России. По национальности — чеченец, принадлежит к тайпу зандакой.
Ахмадхан учился в средней школе №3 села Гвардейское Надтеречного района Чеченской Республики. С первого класса начал ходить в секцию вольной борьбы, выступал на различных соревнованиях разного уровня, был призером и победителем всероссийских и международных турниров. После 9 класса дядя по отцовской линии отправил его в спортивную школу-интернат "Спартак" в город Хасавюрт, где он жил и тренировался, параллельно с этим Ахмадхан заочно учился в Ставропольском колледже на юриста, который окончил в 2019 году. Становился победителем Кубка России по панкратиону и чемпионата Москвы по панкратиону. Выполнил норматив мастера спорта России по вольной борьбе и по союзу ММА России. По рекомендации друга в 2017 году перешёл в ММА, выиграл Всероссийский турнир по Союзу ММА России, а также чемпионат Северо-Кавказского федерального округа и чемпионат Чеченской Республики по ММА, в 2018 году начал выступать по профессиональному ММА. С детства дружит с известным бойцом UFC Хамзатом Чимаевым.

## Спортивные достижения
- Чемпионат СКФО по ММА — ;
- Чемпионат Чеченской Республики по ММА — ;
- Кубок России по панкратиону — ;
- Чемпионат Москвы по панкратиону — ;
- Мастер спорта России по вольной борьбе;
- Мастер спорта России по союзу ММА[3].

## Статистика ММА
| Боёв 5          | Побед 5 | Поражений 0 |
| --------------- | ------- | ----------- |
| Нокаутом        | 0       | 0           |
| Сдачей          | 4       | 0           |
| Решением        | 1       | 0           |
| Ничьи           | 0       | 0           |
| Не состоявшихся | 0       | 0           |

| Результат | Рекорд | Соперник          | Способ                          | Турнир                          | Дата            | Раунд | Время | Место          | Примечание        |
| --------- | ------ | ----------------- | ------------------------------- | ------------------------------- | --------------- | ----- | ----- | -------------- | ----------------- |
| Поражение | 5-1    | Астемир Нагоев    | Сабмишном (удушение гильотиной) | ACA 150: Резников - Кошкин      | 25 июня 2022    | 2     | 0:22  | Москва, Россия |                   |
| Победа    | 5-0    | Зарлык Залкарбек  | Сабмишном (удушение сзади)      | ACA YE 27 - ACA Young Eagles 27 | 25 июня 2022    | 1     | 2:12  | Толстой-Юрт    |                   |
| Победа    | 4-0    | Шамиль Исмаилов   | Сабмишном (удушение сзади)      | ACA YE 23: Grand Prix Finals    | 25 декабря 2021 | 1     | 3:43  | Грозный        |                   |
| Победа    | 3-0    | Жасурбек Жолдошев | Сабмишном (удушение сзади)      | ACA Young Eagles 19             | 24 июля 2021    | 1     | 4:05  | Толстой-Юрт    |                   |
| Победа    | 2-0    | Асвад Ахмадов     | Решением (единогласным)         | ACA YE 13 ACA Young Eagles      | 13 октября 2020 | 3     | 5:00  | Толстой-Юрт    |                   |
| Победа    | 1-0    | Тимур Алибеков    | Сабмишном ()                    | RFC Fight Night 1               | 25 ноября 2018  | 1     | 2:53  | Грозный        | Дебют в проф. ММА |